# Elke Gebhardt

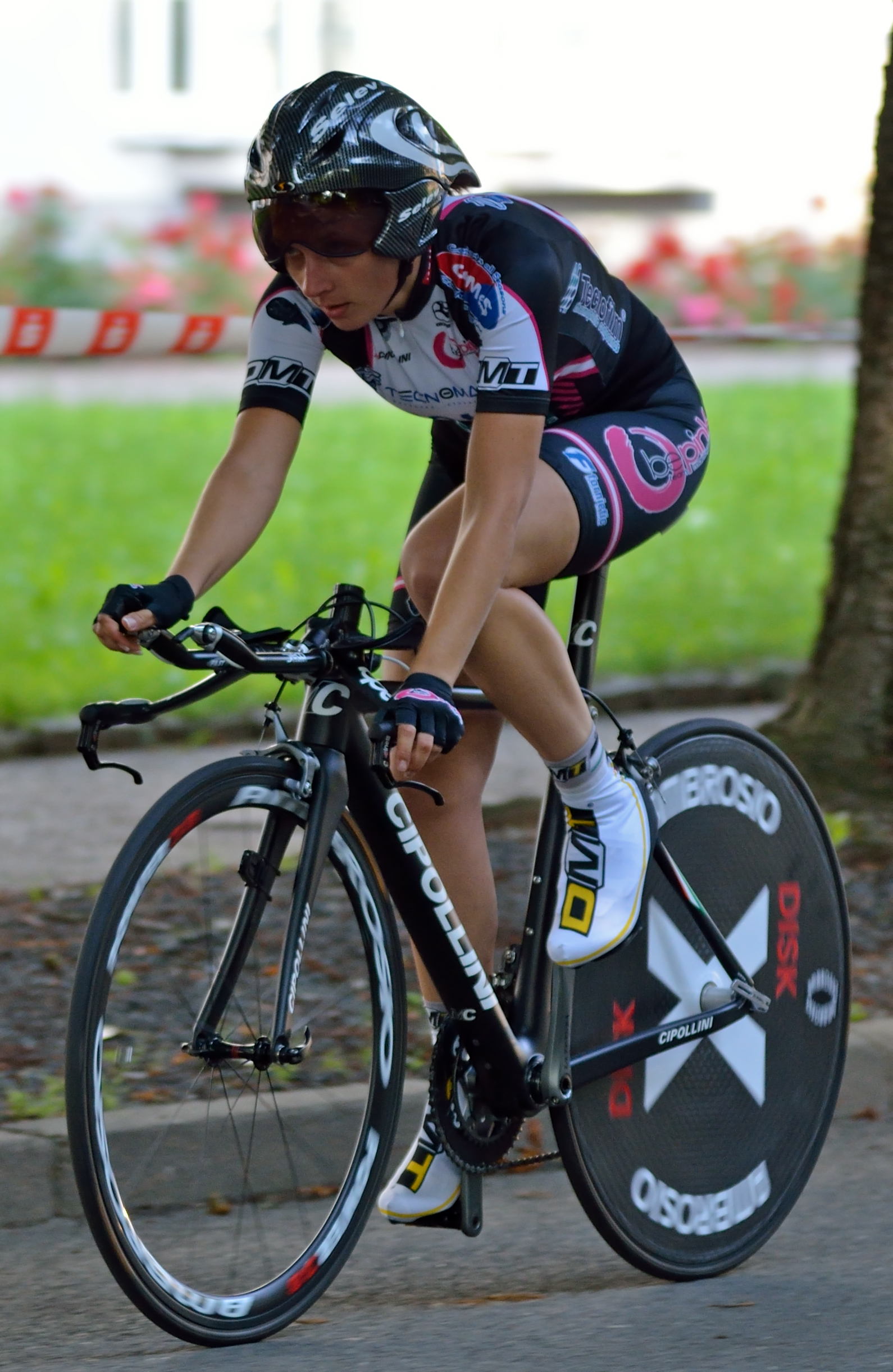
Elke Gebhardt bei der Thüringen-Rundfahrt 2012

Elke Gebhardt (* 22. Juli 1983 in Freiburg im Breisgau) ist eine ehemalige deutsche Radrennfahrerin, die auf Bahn und Straße aktiv war.
1993 begann Elke Gebhardt mit dem Leistungsradsport. Nachdem sie schon als Jugendliche und Juniorin erfolgreich war, wurde sie 2002 Zweite bei den deutschen Bahn-Meisterschaften der Elite im Punktefahren; 2005 und 2009 gewann sie die Meisterschaft in derselben Disziplin, 2006 sowie 2008 wurde sie Dritte. 2007 errang sie bei den Europameisterschaften in Cottbus im Omnium Bronze. 2008 siegte sie beim Bahnrad-Weltcup 2007/2008 in Kopenhagen im Teamsprint mit Verena Jooß und Alexandra Sontheimer. 2010 gehört sie zum deutschen Aufgebot für die Bahn-WM in Kopenhagen.
Elke Gebhardt ist auch bei Straßenrennen erfolgreich. Sie belegte gute Plätze bei der Katar-Rundfahrt 2010 sowie beim Giro della Toscana Femminile – Memorial Michela Fanini. 2013 gewann sie eine Etappe der Holland Ladies Tour und 2014 jeweils eine Etappe der Berner Rundfahrt und der Thüringen-Rundfahrt der Frauen.
Elke Gebhardt fährt für die RSG Eichstetten. 2002 absolvierte sie ihr Abitur, anschließend eine Ausbildung zur Sport- und Fitnesskauffrau. Seit 2007 ist sie Mitglied einer Sportfördergruppe der Polizei. 2014 beendete sie ihre sportliche Laufbahn, um ihr Studium „International Management“ zu beenden.

## Teams
- 2002–2004 Team Redbull Stadtwerke Frankfurt Oder
- 2005–2006 Team Rothaus-VitaClassica
- 2007 Team Getränke Hoffmann
- 2008 Team Rothaus-VitaClassica
- 2013 Argos-Shimano (Frauenteam)
- 2014 Bigla Cycling Team